# Хронологія світових рекордів з бігу на 3000 метрів серед чоловіків (коротка доріжка)
Світові рекорди з бігу на 3000 метрів на короткій доріжці визнаються Світовою легкою атлетикою з-поміж результатів, показаних легкоатлетами на аренах із довжиною кола бігової доріжки до 200 метрів, за умови дотримання встановлених вимог.
Світова легка атлетика почала ратифікацію світових рекордів у цій дисципліні на аренах з короткою доріжкою під дахом (в приміщенні) з 1 січня 1987.
Із 1 листопада 2023 ратифікація світових рекордів у цій дисципліні була поширена також і на результати, які будуть показані на короткій доріжці і просто неба.

## Хронологія рекордів
| Результат                              | Атлет                      | Місто змагань   | Дата змагань | Примітки    | Відео            |
| -------------------------------------- | -------------------------- | --------------- | ------------ | ----------- | ---------------- |
| 7.39,2h (i)                            | Еміль Путтеманс Бельгія    | Західний Берлін | 18.02.1973   |             |                  |
| 7.37,31 (i)                            | Мозес Кіптануї Кенія       | Севілья         | 20.02.1992   |             |                  |
| 7.35,15 (i)                            | Мозес Кіптануї Кенія       | Гент            | 12.02.1995   |             |                  |
| 7.30,72 (i)                            | Хайле Гебрселассіє Ефіопія | Штутгарт        | 04.02.1996   |             |                  |
| 7.26,15 (i)                            | Хайле Гебрселассіє Ефіопія | Карлсруе        | 25.01.1998   |             |                  |
| 7.24,90 (i)                            | Данієль Комен Кенія        | Будапешт        | 06.02.1998   |             |                  |
| 7.23,81 (i)                            | Ламеча Гірма Ефіопія       | Льєвен          | 15.02.2023   | [ 1 ] [ 2 ] | Відео на YouTube |
| 7.22,91 (i)                            | Грант Фішер США            | Нью-Йорк        | 08.02.2025   | [ 3 ] [ 4 ] | Відео на YouTube |
| 0 років, 47 днів від дати встановлення |                            |                 |              |             |                  |